# Shotgun (formation)
Pour les articles homonymes, voir Shotgun.

Une formation de Shotgun typique

La formation « shotgun » est une formation du football américain et de football canadien utilisée en attaque. Cette formation est la base de nombreuses équipes dans des situations évidentes de passe alors que d'autres l'utilisent de manière régulière.
Dans cette position, le quarterback reçoit le ballon du centre non pas au niveau de la ligne d'engagement mais 4 à 5 yards en arrière. Un avantage de cette position est de lui donner plus de temps pour localiser ses receveurs disponibles, un autre étant qu'elle lui permet d'avoir un regard d'ensemble sur la position défensive des adversaires. Les désavantages de cette formation sont que la défense s'attend à une passe bien qu'un running back puisse également prendre le ballon pour courir et que le risque de mauvaise transmission entre le quarteback et le centre est plus élevé.